# Каин
В християнската Библия, Каин (на иврит: קַיִן Qáyin, на гръцки: Κάϊν; Káïn; Етиопска версия: Qayen; арабски: قابيل, Qābīl) е първото дете на Ева, първият убиец и третият човек на земята, брат на Авел, един от синовете на изгонените от Рая Адам и Ева.
Библейска личност, описана в книгата на Битие като първи син на Адам и Ева. Името му (на иврит) може да означава „този, който е получен“. Той е първият убиец в Библията. Убива по-малкия си брат Авел, тъй като завиждаше на хвалата, която му бе показал Бог (Битие 4: 1 – 26).
Каин бил земеделец, Авел – животновъд. Жертвите на Авел били приети от Бог с по-голямо благоразположение. Каин завидял и убил брат си Авел, извършвайки първото братоубийство според Библията. Модерните коментатори и анализатори смятат и твърдят, че мотива за извършеното братоубийство от страна на Каин, е ревнивост и гняв. Историята за Каин и Авел може да бъде намерена в Християнската Библия, Мюсюлманския Коран, и др.
Адам познавал жена си Ева добре. По време на раждането на Каин, Ева рекла „с Божията помощ имаме мъжка рожба!“ Малко след това ражда и брат му Авел. Когато пораснали, Авел станал пастир на стадо, а Каин – земеделец.
Двамата братя правят предложение (приношение) на Бог. Каин представил на Бог малко продукция от това което бил засял, а Авел представил първородното добиче от стадото и малко мазнина. Господ поздравил и възнаградил Авел за постигнатото, но не дал своите поздравления на Каин, и тогава Каин яростно свел глава.
Бог попитал Каин: „Защо си ядосан, и защо си свел така глава?; Ако правеше правилното нямаше ли да бъдеш приет? Но ако не правиш правилното, грехът ще почука на врата ти, желанието е за теб и ти трябва да го владееш!“
Каин казал на брат си Авел да отидат на полето, и докато били в полето, Каин нападнал брат си Авел и го убил.
В ранния древногръцки превод на евритската библия, предложението е една алтернатива версия на седмия въпрос:
„Ако предложиш правилно, но те оценят неправилно, ще бъдеш ли грешен? Бъди търпелив и търпението ще създаде правила върху тях.“
По-късно в превода Бог пита Каин, „Къде е твоят малък брат Авел?“, а Каин отговаря: „Не знам, да не съм му пазач?“. И Бог казва: „Какво си направил? Гласът на братовата ти кръв вика към Мене от земята.“
Разказът не посочва изрично мотива на Каин за убийството на брат му, нито Божията причина за отхвърляне на жертвата на Каин, нито подробности относно самоличността на Каиновата жена.
 Някои традиционни тълкувания смятат Каин за източник на зло, насилие или алчност. Според Битие, Каин е първият роден човек, а Авел е първият умрял. Различни ранни коментатори казат, че Каин и Авел имат сестри, обикновено близнаци. Според равин Джошуа бен Карха, цитиран в Битие Рабба, „Само двама влязоха в леглото а седем го напуснаха: Каин и брат му близнак Авел и двете му сестри близнаци.“
Древните екзегети, като Мидраш и Конфликтът на Адам и Ева със Сатана, разказват, че мотивът е включвал желание за най-красивата жена. Според традицията на Мидраш, Каин и Авел имали сестри близнаци; всеки е трябвало да се ожени за тази на другия. Мидраш заявява, че обещаната съпруга на Авел Аклима (близначка на Каин) е била по-красива от Аван (близначка на Авел). Тъй като Каин не би се съгласил с тази уговорка, Адам предложи да търси Божието благословение чрез жертва. Който Бог благослови, ще се ожени за Аклима. Когато Бог открито отхвърли жертвата на Каин, Каин уби брат си в пристъп на ревност и гняв.